# Günter Twiesselmann
Günther Twiesselmann (* 15. August 1925 in Hannover) ist ein ehemaliger deutscher Ruderer.

## Biografie
Günther Twiesselmann konnte während seiner Ruderkarriere insgesamt 5 Deutsche Meistertitel gewinnen. Davon vier mit dem Vierer mit Steuermann (1949, 1950, 1951 und 1952) und einen mit dem Vierer ohne Steuermann (1951).
Des Weiteren nahm Twiesselmann bei den Olympischen Sommerspielen 1952 in Helsinki zusammen mit Heinz Beyer, Klaus Schulze, Gerhard Vogeley und Hans-Joachim Wiemken in der Regatta mit dem Vierer mit Steuermann teil. Das Boot schied jedoch im Hoffnungslauf aus und wurde Fünfzehnter.